# Handvoll (Maßeinheit)
Die Handvoll ist eine Volumeneinheit für Schüttgut, seltener für Flüssigkeiten. Wie die Prise oder die Messerspitze ist sie in der Küchensprache und in der historischen Apothekersprache ein bewusst ungefähres, von den Umständen abhängendes Maß.

## Definition
Eine Handvoll ist die Menge, die in einer hohlen Hand Platz findet. Der lateinische Begriff manipula für Handvoll ist in das gleich bedeutende historische Apothekermaß Manipel eingegangen. Die Griechische Drachme leitet sich vom Volumenmaß „Handvoll“ her.
Eine doppelte Handvoll (also die Menge, die in den beiden zusammengehaltenen Händen Platz hat), wurde als Gaspe oder Gäspe bezeichnet.
Nach dem Duden kann sich der Ausdruck Handvoll im übertragenen Sinn auf eine unbestimmt kleine Menge oder Anzahl („eine Handvoll Zuschauer“) oder, nach den Fingern einer Hand, auf die Zahl fünf beziehen.